# Václav Roštlapil
Václav Roštlapil (29. listopadu 1856, Zlonice – 23. listopadu 1930, Praha) byl český architekt, který navrhl řadu veřejných staveb, především v Praze pro vědecké, edukativní a lékařské účely. Jako sloh byla volena vždy historizující estetika, jelikož vyjadřovala tehdejší renesanční či antický antropomorfický názor na svět.

## Život
Základní vzdělání získal v Kostelci nad Orlicí, odkud pocházeli jeho otec Josef a matka Františka (rozená Seykorová). Po absolutoriu na pražské technice, dnes ČVUT, kde studoval v letech 1874–1879, studoval architekturu ve Vídni 1881–1884. Od počátku 90. let 19. století žil již trvale v Praze, kde byla také realizována většina jeho staveb – např. budova AVU, Strakova akademie, Ústav choromyslných v Bohnicích. Dále realizoval několik zakázek i v rodném Kostelci: hlavně pro rodiny z dynastie Seykorových a veřejné stavby pro město či církev; realizována byla vila Sklenářka, přestavba v kostele sv. Václava a kašna.

### Ocenění díla
- V roce 1927 mu byl udělen čestný titul doktora technických věd (Dr.h.c.) Českého vysokého učení technického v Praze [2].

## Galerie

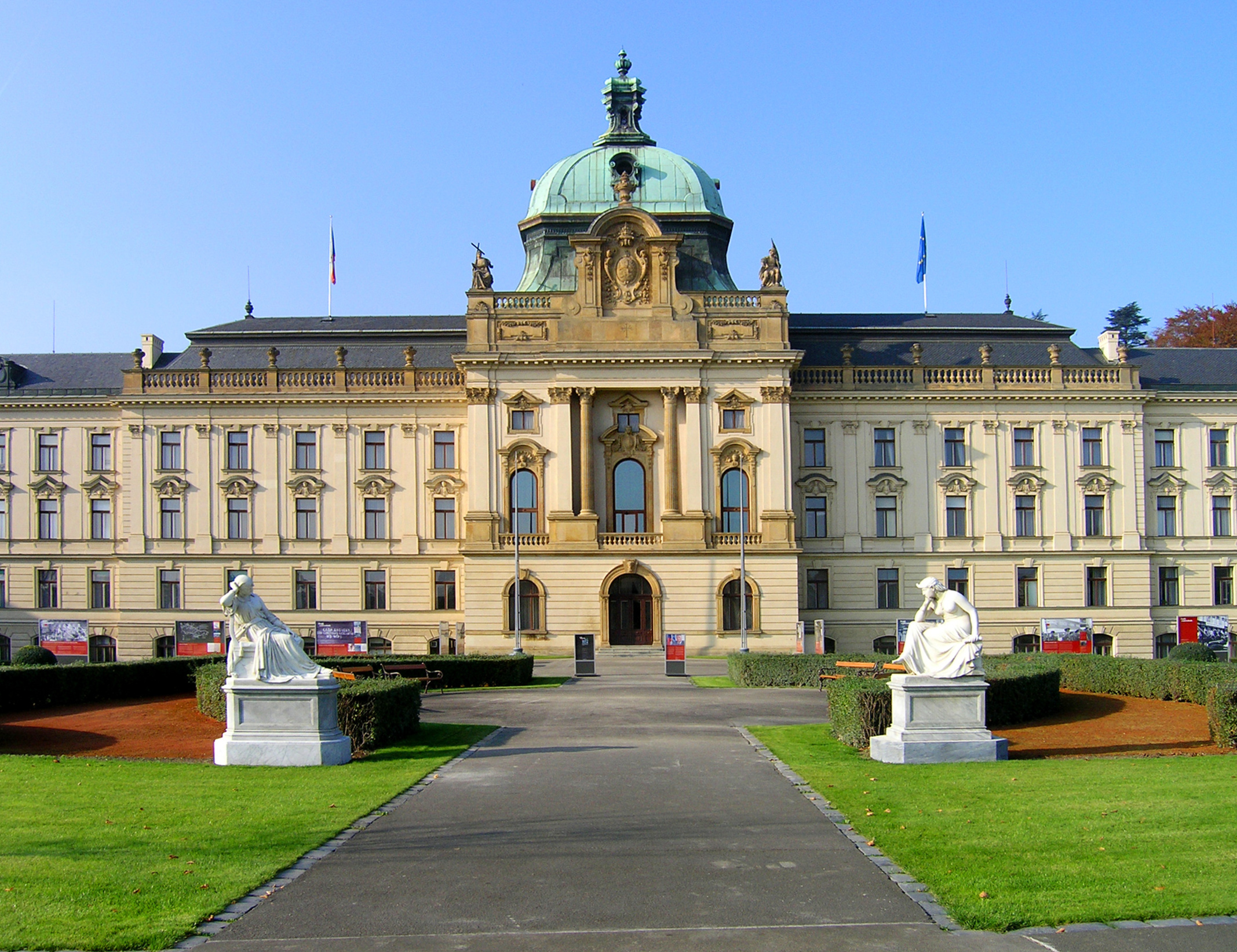
Strakova akademie
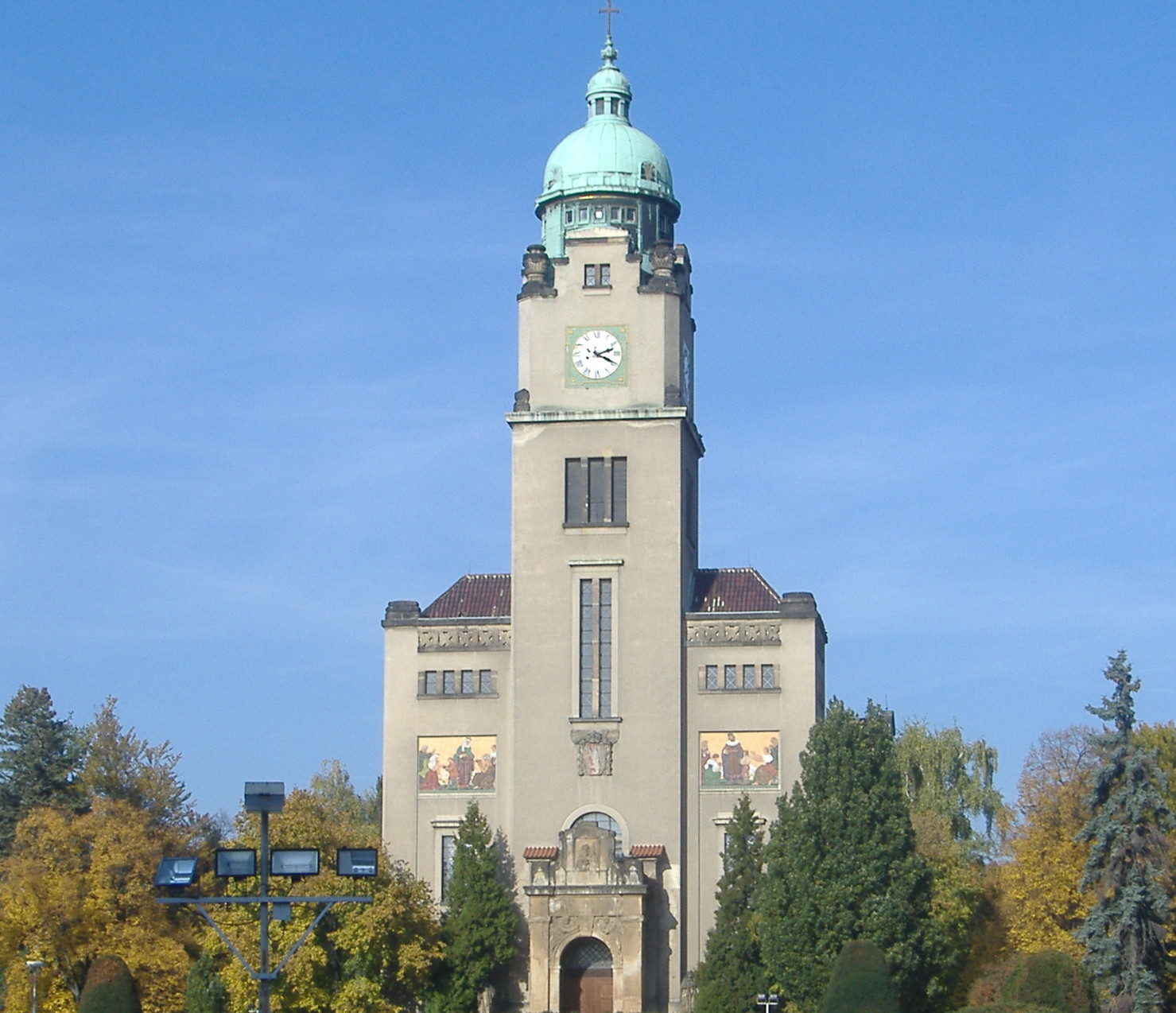
Kostel svatého Václava v Bohnicích
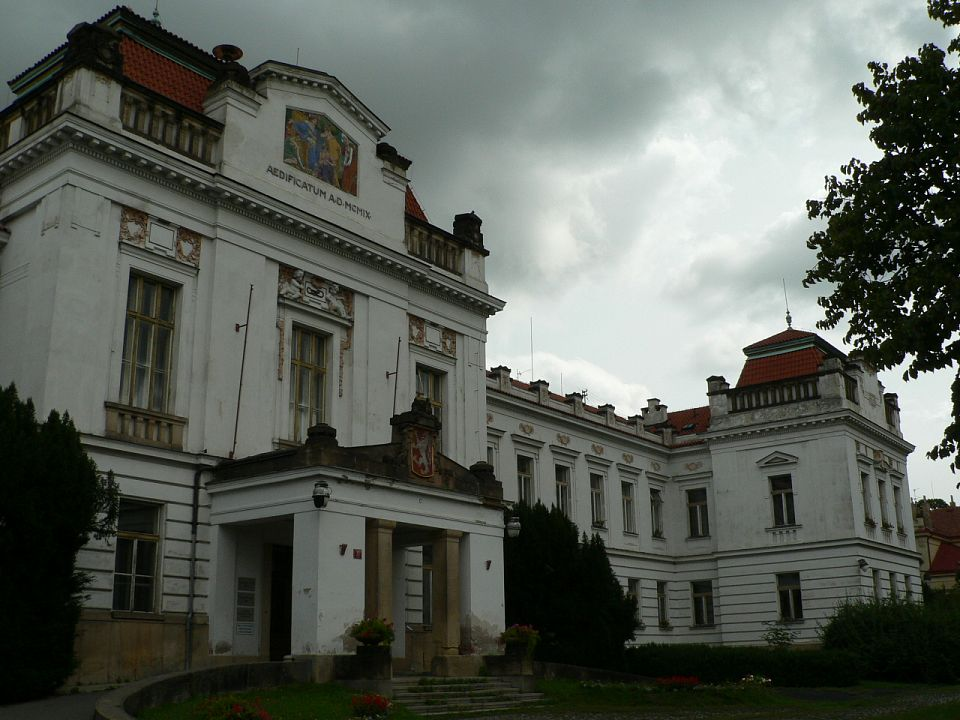
Psychiatrická nemocnice Bohnice
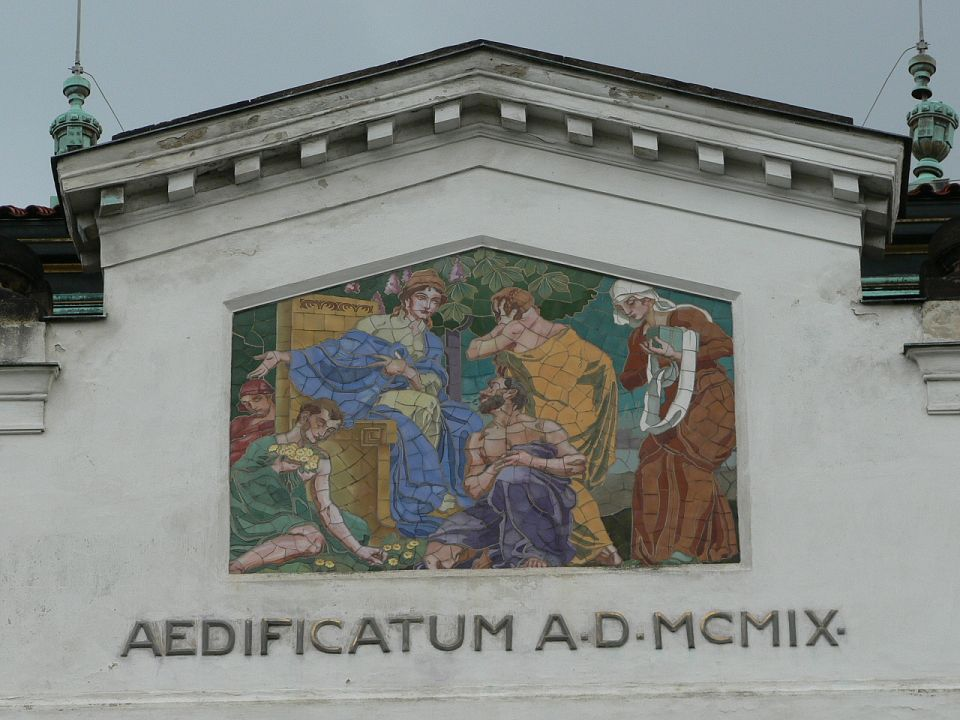
Mozaika nad vchodem, Psychiatrická léčebna Bohnice
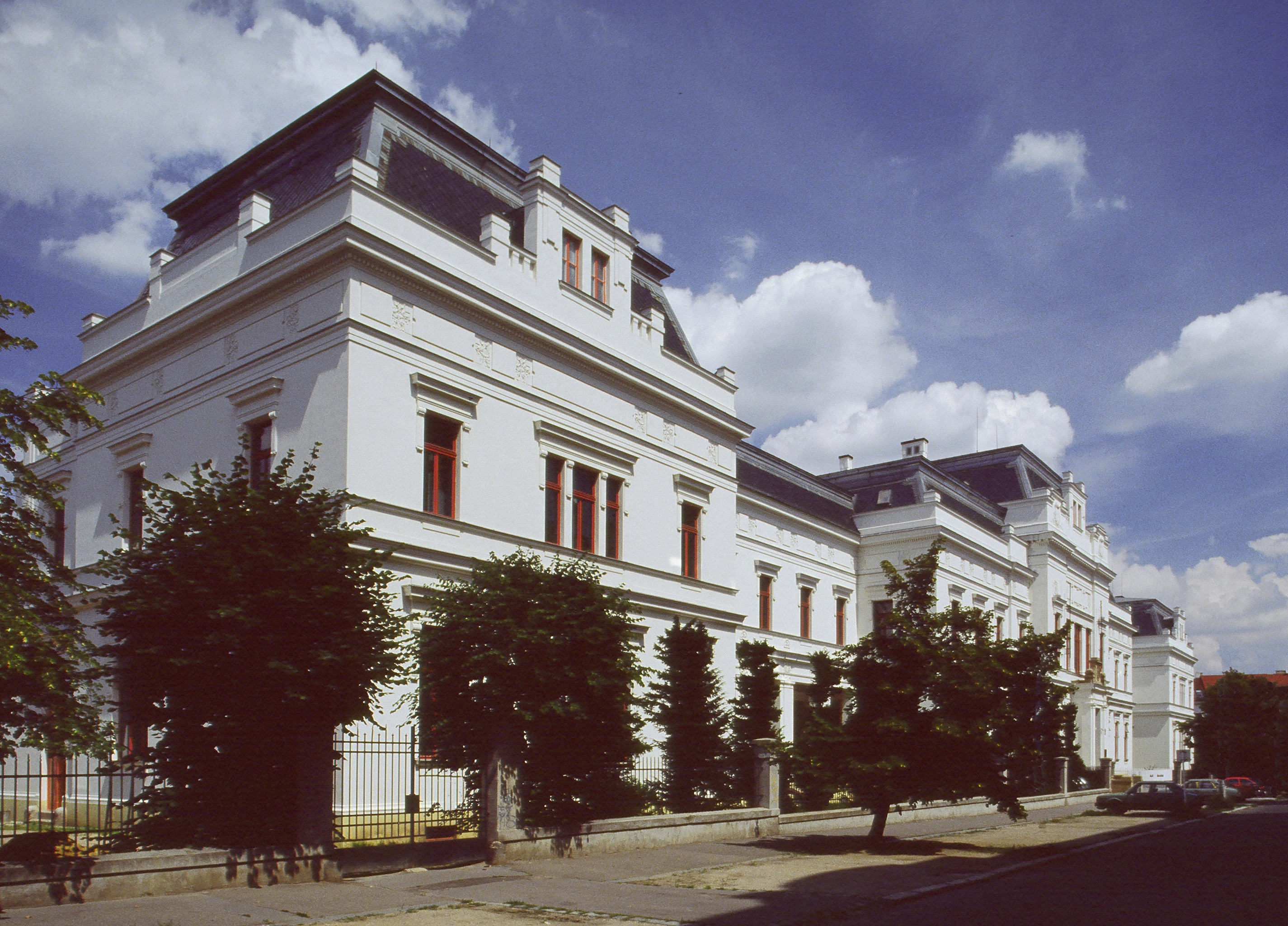
Akademie výtvarných umění v Praze